# The Beggar's Opera
The Beggar's Opera (título original en inglés; en español se ha traducido como La ópera del mendigo y también La ópera del vagabundo) es una ópera de baladas en un prólogo y tres actos, con libreto en inglés de John Gay. La música, probablemente, es un arreglo de Johann Christoph Pepusch (la obertura, basada en dos de las canciones del Acto II está compuesta por él, así que se asume que los arreglos de las arias los hizo él, aunque no hay ninguna evidencia de que esto sea cierto). Se estrenó en el Teatro Lincoln's Inn Field de Londres el 29 de enero de 1728.
Representa un hito en el teatro augusto y es el único ejemplo que sigue siendo popular hoy del género, en el pasado floreciente, de la ópera de baladas satírica. Las óperas de baladas eran obras musicales satíricas que solían usar algunas de las convenciones de la ópera, pero sin recitativos. Las letras de las arias en la pieza están musicadas con populares baladas de gran formato, arias de ópera, himnos de iglesia y melodías folclóricas de la época. 

## Historia
La idea original de la ópera vino de Jonathan Swift, que escribió a Alexander Pope el 30 de agosto de 1716 preguntándole "¿...qué piensas de una pastoral de Newgate entre los ladrones y prostitutas de allí?" Su amigo, Gay, decidió que sería una sátira más que una ópera pastoral. Para su producción original de 1728, Gay pretendía que todas las canciones se cantasen sin ningún acompañamiento, lo que sería un añadido más a la atmósfera chocante y descarnada que había concebido. Sin embargo, una semana antes del estreno, John Rich, el director del teatro, insistió en que Johann Christoph Pepusch, un compositor relacionado con su teatro, escribiera una obertura francesa formal (basada en dos de las canciones de la ópera, incluyendo una fuga basada en la canción de Lucy del tercer acto "I'm Like A Skiff on the Ocean Toss'd") y también que hiciera arreglos de las 69 canciones. Aunque no hay datos externos de quién era el arreglista, el estudio de la partitura original de 1729, formalmente publicada por Dover Books, demuestra que Pepusch fue el arreglista. Sin embargo, todo lo que queda de la partitura de Pepusch es la obertura (con instrumentación completa) y las melodías de las canciones sin que figuren bajos. 
Se estrenó en el Teatro Lincoln's Inn Field de Londres el 29 de enero de 1728, con producción de John Rich. Tuvo 62 representaciones consecutivas, la mayor en la historia del teatro hasta entonces. La obra se convirtió en el mayor éxito de Gay y se ha estado interpretando desde entonces. La producción original fue tan exitosa que John Rich pudo construir un nuevo teatro, el Teatro Real, Covent Garden, antepasado de la Royal Opera House. El éxito de la ópera se vio acompañado por un deseo público de recuerdos, que iban desde imágenes de Polly sobre abanicos y ropa, juegos de cartas y pantallas de chimenea, folletos con todos los personajes y la partitura musical, rápidamente publicada, de la ópera.[cita requerida] Lavinia Fenton, la primera Polly Peachum, se convirtió en un éxito de la noche a la mañana. Sus dibujos eran muy demandados, se le escribían versos y se publicaban libros sobre ella. Después de aparecer en varias comedias, y luego en numerosas reposiciones de The Beggars Opera, se fugó con su amante casado, Charles Paulet, tercer duque de Bolton.
Como era práctica habitual en el Londres de la época, se reunió una "partitura" conmemorativa de toda la ópera y se publicó rápidamente. Como era típico, estaba formada por la obertura totalmente arreglada seguida por las melodías de las 69 canciones, apoyadas solo por el más simple de los acompañamientos de bajo. No hay indicaciones de música de baile, indicaciones de acompañamiento instrumental o algo semejante, excepto en tres momentos: la canción de Lucy "Is Then His Fate Decree'd Sir" – un compás de escala descendente en la que pone "Viol." –; la de Trape "In the Days of My Youth", en donde el coro "fa la la" aparece escrito como "viol."; y la danza final del indulto, de Macheath "Thus I Stand Like A Turk", que incluye dos secciones de 16 compases de "danza" marcadas "viol." (Véase la partitura de 1729, anteriormente publicada por Dover).
Además de en Inglaterra, se representó en las colonias de Norteamérica. Se ha seguido representando sin interrupción, siendo una de las más populares en el ámbito anglosajón. 
En 1920, The Beggar's Opera empezó un sorprendente renacimiento de 1.463 representaciones en el Teatro Lírico en Hammersmith, Londres, que fue una de las representaciones más largas en la historia del teatro musical en aquella época.
The Beggar's Opera ha influido en todas las comedias teatrales británicas posteriores, especialmente en la ópera cómica británica del siglo XIX (Gilbert y Sullivan) y el moderno musical. 
La ausencia de las partes de los intérpretes originales han permitido a muchos productores y arreglistas libertad creativa. La tradición de arreglos personalizados, se remonta como mínimo a los de Thomas Arne a finales del siglo XVIII, y continúa en la actualidad, recorriendo el espectro de estilos musicales desde el romanticismo hasta el barroco: Austin, Britten, Sargent, Bonynge, Dobin y otros directores han dado a las canciones su sello personal, subrayando diferentes aspectos de la caracterización. 
Entre los arreglos del siglo XX cabe citar, en primer lugar, el del barítono Frederic Austin (1920) quien cantó el rol de Peachum para la larga producción en el Teatro Lírico de Hammersmith. En 1955 esta versión fue grabada por el director Sir Malcolm Sargent con John Cameron como Macheath y Monica Sinclair como Lucy.
Una nueva versión de esta obra es Die Dreigroschenoper La ópera de tres centavos (1928) de Bertolt Brecht (letras) y Kurt Weill (música), coincidiendo con el 200.º aniversario de la producción original. En esta obra, la trama original es seguida estrechamente, aunque la época se adelanta alrededor de cien años, pero la música es casi toda nueva, y especialmente compuesta.
En 1948 Benjamin Britten creó una adaptación con nuevas armonizaciones y arreglos de las tonadas preexistentes. Se escribió diálogo adicional por el productor, Tyrone Guthrie. Peter Pears fue el primer cantante de Macheath.
En 1977, el nigeriano premio Nobel de Literatura Wole Soyinka escribió, produjo y dirigió Opera Wonyosi (publ. 1981), una adaptación tanto de The Beggar's Opera de Gay como de La ópera de tres centavos de Brecht; la mayor parte de los personajes así como algunas de las arias proceden de las dos primeras obras. En 1981 Richard Bonynge y Douglas Gamley arreglaron una nueva edición para la Ópera australiana, que es la grabada con Joan Sutherland y Kiri Te Kanawa.
En 1990 se realizó una reconstrucción de la partitura de Pepusch por el compositor estadounidense Jonathan Dobin. La edición contiene orquestaciones para las 69 canciones de la partitura que se ha conservado y da cuerpo a los coros, danzas y los ritornelli en un estilo barroco. The New York Times escribió, "sólo han sobrevivido restos de la partitura de Pepusch... la música fue reconstruida en un convincente estilo de la época por Jonathan Dobin, en clavecinista del conjunto". Es la que ha sido usada en una serie de producciones modernas.
Esta ópera rara vez se representa en la actualidad; en las estadísticas de Operabase aparece la n.º 437 de las óperas representadas en 2005-2010, siendo la 67.ª en Alemania y la primera de Pepusch, con 5 representaciones en el período.

## Análisis
Gay respeta la norma operística de tres actos, en oposición al drama hablado estándar en la época, que tenía cinco actos. Controla estrechamente el diálogo y la trama de manera que hay sorpresas en cada una de las 45 rápidas escenas y 69 canciones breves.
Es una ópera peculiar, más conocida por su libretista (John Gay) que por el autor de la música (Pepusch). Se trata de una obra satírica que usa algunas de las convenciones de la ópera, pero sin el recitativo. Se basa en los arreglos musicales de otras piezas, como baladas populares, arias de otras óperas (de compositores como Purcell o Händel (pero solo las más conocidas), himnos religiosos y melodías folclóricas de la época, inglesas, escocesas e irlandesas. Gay usó melodías folclóricas escocesas tomadas en su mayor parte de la colección, enormemente popular, del poeta Allan Ramsay titulada The Gentle Shepherd (1725) más dos tonadas francesas (incluyendo el villancico "Bergers, Ecoutez La Musique!" para su canción "Fill Every Glass"), para servir a sus irreverentes textos. El público podía tararear con la música e identificarse con los personajes. 
La obra satiriza el interés de las clases superiores hacia la ópera italiana, que se había hecho popular en Londres. Según The New York Times: "Gay escribió la ópera más como una anti-ópera que una ópera, siendo uno de los atractivos para el público londinense del siglo XVIII su sátira del estilo de la ópera italiana y la fascinación del público inglés con ella." En lugar de los grandes tema y música de la ópera, la obra usa tonadas y personajes familiares que eran gente normal. Satirizaba la política, la pobreza y la injusticia, centrándose en el tema de la corrupción en todos los niveles de la sociedad. Era un ataque al estadista whig sir Robert Walpole, su régimen corrupto, y los políticos en general, así como los famosos criminales Jonathan Wild y Jack Sheppard. A veces la obra se ve como una llamada a los valores libertarios en respuesta al creciente poder del conservador partido whig. Puede haberse visto influida por la entonces popular ideología de Locke de que a los hombres se les debían permitir sus libertades naturales; estos rasgos democráticos de pensamiento influyeron en los movimientos populistas de la época, de los que The Beggar's Opera formó parte.
También habla de la iniquidad social en amplia escala, primero a través de la comparación entre los rateros y las prostitutas de bajo rango con quienes son sus "mejores" aristócratas y burgueses.[cita requerida] El personaje de Macheath ha sido considerado por los críticos tanto un héroe como un antihéroe. Harold Gene Moss, arguyendo que Macheath es un personaje noble, ha escrito, "[uno] cuyos impulsos se dirigen al amor y las pasiones vitales, Macheath se convierte casi en una víctima al estilo cristiano de la decadencia que lo rodea." En cambio, John Richardson en el diario revisado por sus iguales, Eighteenth-Century Life ha señalado que Macheath es poderoso como figura literaria precisamente debido a que desafía cualquier interpretación, "contra las expectativas y las ilusiones."

## Grabaciones
La siguiente selección de la discografía está realizada incluyendo las mencionadas en La discoteca ideal de la ópera.
| Año  | Elenco (Macheath, Polly Peachum, Lucy Lockit, Peachum, Mrs Peachum, Lockit)           | Director, Teatro y orquesta                                   | Sello discográfico             |
| ---- | ------------------------------------------------------------------------------------- | ------------------------------------------------------------- | ------------------------------ |
| 1981 | James Morris, Kiri Te Kanawa, Joan Sutherland, Alfred Marks, Angela Lansbury          | Richard Bonynge, Orquesta Filarmónica Nacional, London Voices | Decca (arreglo Bonynge/Gamley) |
| 1993 | Philip Langridge, Yvonne Kenny, Ann Murray, Robert Lloyd, Anne Collins, John Rawnsley | Steuart Bedford, Orquesta y coro del Festival de Aldeburgh    | Argo (versión de Britten)      |